# 1555 в Україні

## Особи

### Померли
- Миколай Гербурт Одновський (краківський воєвода) (перед 1482—1555) — польський шляхтич, державний діяч, меценат. Радник королеви Бони.

## Засновані, зведені
- Мовники
- Ясіня